# Rede de telefonia fixa
A rede de telefonia fixa pode ser definida como um sistema de telecomunicações que serve de suporte à transferência entre pontos terminais de rede em locais fixos. A fase de estabelecimento da ligação é a parte mais complexa do processo de estabelecimento de uma chamada. Em tais sistemas, as chamadas são conduzidas de um computador ou terminal para outro, através de diversos centros de comutação. A interconexão de um computador ou terminal a outro pode ser estabelecida através de diversas centrais, podendo haver trajetórias alternativas para a transmissão dos dados. Dessa maneira, pode ser estabelecida uma rota completamente diferente entre um mesmo terminal e um computador em duas chamadas sequenciais.

## Divisões do sistema telefônico
1. Rede de Comutação: equipamentos necessários à seleção do caminho que possibilita a comunicação entre os usuários.
2. Rede de Acesso: suporte físico necessário para a comunicação.
3. Rede de Transmissão: suporte físico ou não que permite a propagação da informação.
4. Infraestrutura para Sistemas de Telecomunicações: sistemas secundários que fornecem apoio aos equipamentos de transmissão e comutação, como, por exemplo, o sistema de energia que alimenta eletricamente as partes componentes dos outros sistemas.

## Subsistemas
Existe o subsistema de sinalização por canal comum número 7, responsável pela inteligência de comunicação entre os elementos da rede de telecomunicações. O subsistema de sinalização por canal comum número 7 é originalmente chamado em inglês SS7 (signaling system number 7).
Existem ainda sistemas secundários que fornecem apoio aos equipamentos de comutação e transmissão, são chamados de infraestrutura. Fazem parte desse conjunto, por exemplo, torres de transmissão, aterramento, refrigeração e energia.